# أغسطس أرني
أغسطس أرني (بالإنجليزية: August Erne)‏ ولد بتاريخ 15 فبراير 1905 في سويسرا، وتوفي في 15 أكتوبر 1987 في سويسرا، كان دراج سويسري.